# Joseph Anton van der Straeten
Joseph Anton van der Straeten (* 17. November 1776 in Dülken; † 10. November 1863 in Köln) war ein preußischer Bürgermeister, Landrat und Gutsbesitzer zu Haus Kühlenhof bei Hardt.

## Leben
Der Katholik Joseph Anton van der Straeten war ein Sohn des Rechtsgelehrten Johann Wilhelm van der Straeten und dessen Ehefrau Dorothea, geborene Moers. Nach dem Besuch eines Gymnasiums in Köln absolvierte er an der Universität zu Köln und der Rechtsakademie Düsseldorf ein Studium der „Institutionen und Pandekten“. 1796 wurde er Bürgermeister von Dülken (französisch agent municipal), 1800 Mitglied des Conseil d’arrondissement (deutsch Gemeinderats) von Krefeld, dann des Departments-Rates in Aachen und 1804 Präfektur-Rat (französisch Conseil de préfecture). 1811 wurde er als Auditeur in den Conseil d’État (deutsch Staatsrat) berufen, was er aber aus familiären und beruflichen Gründen nicht annahm. 1815 wurde er in die Landesdeputation berufen, 1828 wurde er Kreisdeputierter und am 1. Juli 1833 wurde er zum kommissarischen Landrat des Landkreises Gladbach ernannt. Nach der erfolgten Wahl am 31. Juli 1833 wurde er mittels Allerhöchster Kabinettsorder (AKO) vom 3. Februar 1834 zum definitiven Landrat des Landkreises Gladbach bestallt. Zu Beginn des Jahres 1850 wurde er pensioniert.

## Auszeichnungen
- 1835: Roter Adlerorden 4. Klasse[1]

## Familie
Joseph Anton van der Straeten heiratete am 5. April 1815 in Aachen Maria Catharina Antonetta van Houtem (* 8. September 1790 in Aachen; † 23. Dezember 1858 in Köln), Tochter des Kaufmanns Ignatz Heinrich van Houtem und dessen Ehefrau Josephine, geborene Schwendel (beide in Aachen verstorben).